# Giovanni Losardo
Giovanni Losardo (Cetraro, 23 luglio 1926 – Paola, 22 giugno 1980) è stato un politico italiano, segretario capo della Procura della Repubblica di Paola. Fu ucciso dalla 'ndrangheta.
(Leonardo Rinella, PM al processo contro presunti mandanti ed esecutori dell'omicidio Losardo)

## Biografia
Consegue la maturità classica nel 1946 e in seguito si laurea in giurisprudenza presso l'Università di Napoli, si iscrive giovanissimo al Partito Comunista Italiano (nel 1945), fu Sindaco e Assessore del Partito Comunista Italiano al comune di Cetraro, e segretario capo della Procura della Repubblica di Paola.

## Attività contro la 'ndrangheta
Giovanni Losardo si batteva fortemente contro le 'ndrine dell'alto Tirreno cosentino specie nella sua attività politico-amministrativa al comune di Cetraro denunciando di continuo il malaffare politico-mafioso infatti i pentiti racconteranno: Dava fastidio, non aveva paura di nessuno e non si piegava davanti a niente.
Nel giugno del 1980 al Festival dell'Unità a Torino nel corso di una manifestazione in ricordo di Losardo e Valarioti, a distanza di pochi giorni dal loro barbaro assassinio, Giuseppe Lavorato disse: ”Hanno ammazzato due fra i compagni più valorosi del partito comunista calabrese. La mafia calabrese è cresciuta, ha penetrato quasi tutti i partiti: il PCI è l'ultimo ostacolo da abbattere per imporre il predominio assoluto sull'intera regione.”

## L'omicidio
La notte del 21 giugno 1980, in località S. Maria di Mare nel Comune di Cetraro rimane vittima di un attentato ad opera della 'ndrangheta, stava rientrando a casa dopo una seduta del consiglio comunale di Cetraro a bordo della sua auto quando viene affiancato dai killer, in sella ad una moto, che gli scaricano addosso diversi colpi d'arma da fuoco. Muore il pomeriggio del giorno seguente presso l'Ospedale di Paola, all'età di 53 anni.

## Il processo
Per l'efferato delitto viene accusato e rinviato a giudizio Franco Muto boss della 'Ndrina Muto di Cetraro in qualità di mandante ma la vicenda giudiziaria si conclude con una sentenza definitiva di piena assoluzione.

## Tributi
In memoria di Giovanni Losardo è stato fondato il 3 agosto 2003 il Laboratorio sperimentale Giovanni Losardo, che ha istituito un Premio internazionale di giornalismo e legalità, giunto alla Nona edizione, che si è celebrata il 4 giugno 2011 a Fuscaldo (CS). Il Premio è stato sinora assegnato a personalità di prestigio nazionale, che si sono particolarmente segnalate per l'impegno profuso contro la criminalità organizzata anche attraverso specifiche pubblicazioni. Il 22 maggio 2013 il Parlamento europeo concede il patrocinio per il premio Losardo.
Nelle varie edizioni sono stati premiati tra gli altri Gian Antonio Stella, Mimmo Calopresti, Sandro Ruotolo, Marco Minniti, Giancarlo Maria Bregantini, Pino Arlacchi, Nicola Gratteri, Antonio Nicaso, Xavier Raufer, Francesco Forgione, Francesco Cascini, Alessandro Leogrande, Loredana Rotundo, Rosanna Scopelliti, Matteo Cosenza. Dalla Settima edizione il presidente onorario del Premio è il sociologo Pino Arlacchi.
A Losardo, eroe della legalità, sono state dedicate nel corso degli anni una piazza nel centro storico di Cetraro, una via nel centro storico di Fuscaldo,una via a Belvedere Marittimo, una piazza a Bonifati, un'aula del Tribunale di Paola, un'aula del Tribunale di Teramo, un presidio dell'Associazione Libera di don Luigi Ciotti a Scalea.
Tra le tante pubblicazioni dedicate alle tragiche vicende di Losardo e ai funerali, a cui ha partecipato il 24 giugno 1980 il segretario nazionale del Partito Comunista Italiano dell'epoca Enrico Berlinguer, vanno segnalati i due volumi Quel giugno dell'Ottanta e Non vivere in silenzio, editi dal Laboratorio Losardo e curati da Gaetano Bencivinni, Fernando Caldiero e Francesca Villani, che contengono due interventi di Raffaele Losardo, figlio di Giovanni, ed articoli di giornalisti e magistrati, insigniti del Premio internazionale Giovanni Losardo: Filippo Veltri, Arcangelo Badolati, Anna Rosa Macrì, Luciana De Luca, Mara Martelli, Cristina Vercillo, Antonio Nicaso, Domenico Fiordalisi e Paride Leporace.
Nel 1986 il Comune di Cetraro ha pubblicato il volume In memoria di Losardo con prefazione di Pino Arlacchi, che si occupa delle vicende processuali dell'assassinio di Losardo. Nel 1983 il Comune di Cetraro ha istituito un premio di saggistica, giornalismo ed arte, dedicato alla memoria di Losardo, che si è tenuto nel 1984, 1985, 1986, 1988, 1990, 1996, 1999 e nel 2008. Il premio è stato assegnato tra gli altri a Ennio Morrioni, Nando dalla Chiesa, Padre Sorge, Damiano Damiani, Giuseppe Ferrara, Gianni Vattimo, Pietro Folena, Carlo Lucarelli e Giancarlo Caselli.
Nel luglio 2006 il Consiglio comunale di Cetraro con atto deliberativo ha elevato a simbolo antimafioso il Cristo sofferente, statua sacra scolpita negli anni Ottanta dall'artista cetrarese Marcello Ciampa per ricordare il sacrificio di Losardo, martire della legalità e vittima della mafia.
Dal 2007 il Laboratorio Losardo ha aggiunto la sezione Autori al Premio con la consegna del Cristo d'argento, che tra il 2008 ed il 2012 è stato assegnato a Pino Arlacchi per La mafia imprenditrice, a Nicola Gratteri e Antonio Nicaso per Fratelli di sangue, ad Arcangelo Badolati per 'Ndrangheta eversiva, a Filippo Veltri e Diego Minuti per Ritorno a San Luca, a Francesco Cascini per Storia di un giudice, a Francesco Forgione per Mafia export, a Danilo Chirico ed Alessio Magro per Dimenticati, a Manuela Iati per Avvelenati. L'etnomusicologo Carlo Grillo ha composto ed interpretato il brano musicale Quel giugno dell'Ottanta con testo di Gaetano Bencivinni, che racconta la tragica vicenda di Losardo. Il giovane regista cetrarese Daniele Maltese ha realizzato i cortometraggi Non vivere in silenzio, La quarta faccia di L., Delitto impunito, dedicati alla memoria di Losardo, che sono stati proiettati in numerose iniziative sulla legalità. Tanti giovani hanno avviato studi e ricerche su Losardo. Va segnalata la tesi di laurea di Annalisa Ramundo, che ha ricevuto a Fuscaldo un riconoscimento speciale dal Laboratorio Losardo nell'ambito della Nona edizione del Premio.
Da anni si celebra il 21 Giugno la giornata dedicata a Giovanni Losardo con la deposizione della Corona di fiori presso il Cimitero Capoluogo della città e dal 2019 su iniziativa del Presidente del Consiglio Comunale Carmine Quercia viene concesso il patrocinio dell’intera assise cittadina al Premio promosso dal Laboratorio Losardo.